# María Cascales Angosto
María Cascales Angosto (Cartagena, 13 de agosto de 1934) es una científica española especializada en bioquímica. Investigadora científica del Consejo Superior de Investigaciones Científicas (CSIC) y en la actualidad doctora ad honorem. Ha sido directora del Instituto de Bioquímica, en la Facultad de Farmacia de la Universidad Complutense (UCM) y directora del Departamento de Bioquímica Farmacológica y Toxicológica del mismo instituto. Es la primera mujer que ingresó como académica de número en la Real Academia Nacional de Farmacia (enero de 1987) y la primera mujer científica que pertenece al Instituto de España).

## Datos personales
Su padre era ingeniero naval y sus traslados hicieron que su infancia y juventud los viviera en Cádiz y Bilbao. Inició sus estudios de Farmacia en la Universidad de Granada, una vez finalizados sus estudios previos en el Colegio de las Esclavas del Sagrado Corazón de Cádiz, aunque también estuvo matriculada durante un año en las Teresianas en Bilbao. El examen de estado lo realizó en la Universidad de Sevilla. Durante el curso 1953-54 pasó a  la Universidad de Madrid, donde finalizó los estudios de licenciatura en 1958.

## Carrera científica
Al finalizar la licenciatura se incorporó al Departamento de Bioquímica, dirigido por el profesor Ángel Santos Ruiz, donde realizó la tesis doctoral dirigida por Federico Mayor Zaragoza. Una vez obtenido el grado de doctor, con beca de la Fundación Juan March, se trasladó al Departamento de Bioquímica de la Universidad de Kansas, en Kansas City como becaria posdoctoral con Santiago Grisolía (1965–1966). Posteriormente, con una beca Royal Society se traslada al Courtauld Institute of Biochemistry del Middlesex Hospital en Londres (1972–1973). En 1984 y 1985 estableció contactos científicos con el Departamento de Bioquímica de la University & Medical School en Nottingham (Reino Unido) dentro del Marco de las Acciones Integradas 29/64 y 37/34 (Ministerio de Educación y Ciencia de España y British Council del Reino Unido). Ha obtenido seis sexenios de productividad científica y seis quinquenios de investigación y docencia.

### Líneas del trabajo
De entre varias, hay que distinguir la línea de trabajo  a la que la doctora María Cascales Angosto se dedica desde la década de los setenta del siglo XX, la relativa al mecanismo de hepatotoxicidad (Metabolismo hepático de xenobióticos. En modelos experimentales in vivo e in vitro, ha investigado los efectos  necrogénicos y carcinogénicos de diversos fármacos y agentes hepatotóxicos sobre  la lesión hepatocelular aguda (necrosis) y crónica (noduligenesis hiperplásica) y la regeneración hepática  post-necrótica. Ha estudiado el efecto protector de antioxidantes, la interacción de fármacos, el efecto atenuador de la lesión por la inhibición de la función de células Kupffer por el cloruro de gadolinio o el clodronato en liposomas,  y su efecto sobre las proteínas del choque térmico) y los efectos del envejecimiento (sobre el metabolismo hepático de fármacos y sus consecuencias sobre la lesión, regeneración hepatocelular y restauración de la funcionalidad del órgano). Durante  esta investigación se han desarrollado experimentos relevantes basados en modelos de hígado graso, que trata patologías muy frecuentes entre los seres humanos que dificultad los trasplantes de hígado.

## Publicaciones
A lo largo de su carrera profesional, la doctora María Cascales Angosto ha realizado muchos trabajos de investigación que han dado como fruto publicaciones diversas. Tiene artículos publicados en revistas especializadas como:
- Revista de investigación universitaria (Inmunoterapia del cáncer. María Cascales Angosto, Consuelo Boticario Boticario

Localización: Revista de investigación universitaria, ISSN 1578-827X, Nº. 12, 2016, págs. 17-44)
- Anales de la Real Academia de Doctores (Células madre y cáncer. María Cascales Angosto

Localización: Anales de la Real Academia de Doctores, ISSN 1138-2414, Vol. 13, Nº 1, 2009, págs. 61-82)
- Anales de la Real Academia Nacional de Farmacia (Dieta hipocalórica y longevidad. María Cascales Angosto

Localización: Anales de la Real Academia Nacional de Farmacia, ISSN 0034-0618, ISSN-e 1697-428X, Nº. 4 2, 2009, págs. 273-302)
También ha colaborado en la publicación de libros colectivos como:
- Sistema inmune: su importancia en el desarrollo y terapia del cáncer. Consuelo Boticario Boticario, María Cascales Angosto. Universidad Nacional de Educación a Distancia, UNED, Servicio de Publicaciones, 2013. ISBN 978-84-616-4319-6.
- ¿Por qué tenemos que envejecer? Consuelo Boticario Boticario, María Cascales Angosto. Universidad Nacional de Educación a Distancia, UNED, Servicio de Publicaciones, 2009. ISBN 978-84-608-0914-2.

Y en libros como autora única:
- La paradoja de la aerobiosis: ¿por qué es tóxico el oxígeno? María Cascales Angosto. Valencia : Cátedra de Eméritos de la Comunidad Valenciana, 2005. ISBN 84-609-7402-2.
- Proteínas del estrés y carabinas moleculares: proyecciones clínicas y terapéuticas : discurso en la sesión inaugural del curso académico del 17 de enero de 2002. María Cascales Angosto. Madrid : Real Academia de Farmacia, 2002. ISBN 84-932423-0-6.
- Estrés oxidativo: envejecimiento y enfermedad. María Cascales Angosto. Madrid : Instituto de España, 1999. ISBN 84-85559-54-1.

También ha dirigido tesis y ha participado en numerosos congresos y seminarios.

## Cargos desempeñados
Directora del Instituto de Bioquímica, Centro Mixto CSIC-UCM (1983-1989). Directora del Departamento de Bioquímica Farmacológica y Toxicológica. Representante de la Real Academia de Farmacia en la Mesa del Instituto de España, donde ha ocupado los cargos de Tesorera y Vicepresidenta segunda (1999-2005). Presidenta de la Sección de Farmacia en la Real Academia de Doctores (2004-2006). Vicepresidenta de la Real Academia Nacional de Farmacia (2005-2006). Miembro del Jurados: Premios Dupont, Premios Rey Jaime I, Premios Premios Príncipe de Asturias, Premios de las Reales Academias de Farmacia y de Doctores. Ha pertenecido  al Comité Editorial de Problems of Biological, Medical and Pharmaceutical Chemistry" y de Biochemical Pharmacology.

## Reconocimientos académicos
La doctora Cascales Angosto es la primera mujer elegida miembro de la Real Academia de Farmacia de España (desde 1987), y  la tercera mujer (tras Carmen Conde y Elena Quiroga) que tiene acceso a un puesto en alguna de las ocho reales academias integrantes del Instituto de España.  También es Académica de número de la  Real  Academia  de  Doctores de España (1989),  Académica correspondiente de la  Academia  Nacional  de Farmacia del Perú (1992), Académica correspondiente de la Academia Nacional de Ciencias  Farmacéuticas y  Bioquímicas. Santiago de Chile (1999), Miembro de  Número de la Cofradía Internacional de Investigadores de Toledo (1988), Académica Correspondiente  de la Real Academia de Medicina y Cirugía de Murcia (2002),  Académica Correspondiente de la Academia Nacional de Medicina y Cirugía de  México (2006) y  Académica de Número de la Academia de Farmacia de la Región de Murcia desde el 11 de junio de 2013.

## Premios y reconocimientos
A lo largo de su vida María Cascales Angosto se ha visto reconocida y valorada, lo cual queda patente en los premios y reconocimientos que ha recibido, como:
- Premio Real Academia de Farmacia 1982.
- Premio Mujer Progresista 1994.[11][13]
- Medalla de Oro al Mérito Doctoral de la Real Academia de Doctores de España, 2001.[11]
- Medalla de Oro de la  Facultad de Farmacia de la Universidad de Concepción, Chile, 2001.[11]
- Miembro ad honorem de la Asociación de Mujeres Científicas y Tecnólogas. 2002.
- Medalla de Oro de la Facultad de Farmacia de la UCM (2005).[11]
- Gran cruz de la Orden de Alfonso X el Sabio (2005).[14]
- Doctora honoris causa por la Universidad Nacional de Educación a Distancia (UNED),  enero de 2008.[5][11]
- Medalla de Oro al Mérito del Trabajo (2009).[11][15]
- Hija Predilecta de Cartagena, 23 de abril de 2010.[12]
- Socio de Honor de la Sociedad Española de Bioquímica y Biología Molecular. (SEBBM), septiembre de 2013.
- Doctora ad honorem CSIC, vinculada al Centro de Investigaciones Biológicas 2004-2010[1]